# Trại Bu Prang
Trại Bu Prang (còn gọi là Trại Biệt kích Bu Prang hay Trại Biệt động quân Bu Prang) là căn cứ cũ của Quân đội Mỹ và Quân lực Việt Nam Cộng hòa (QLVNCH) ở tỉnh Quảng Đức, cách biên giới Việt Nam Cộng hòa và Campuchia khoảng 5km.

## Lịch sử

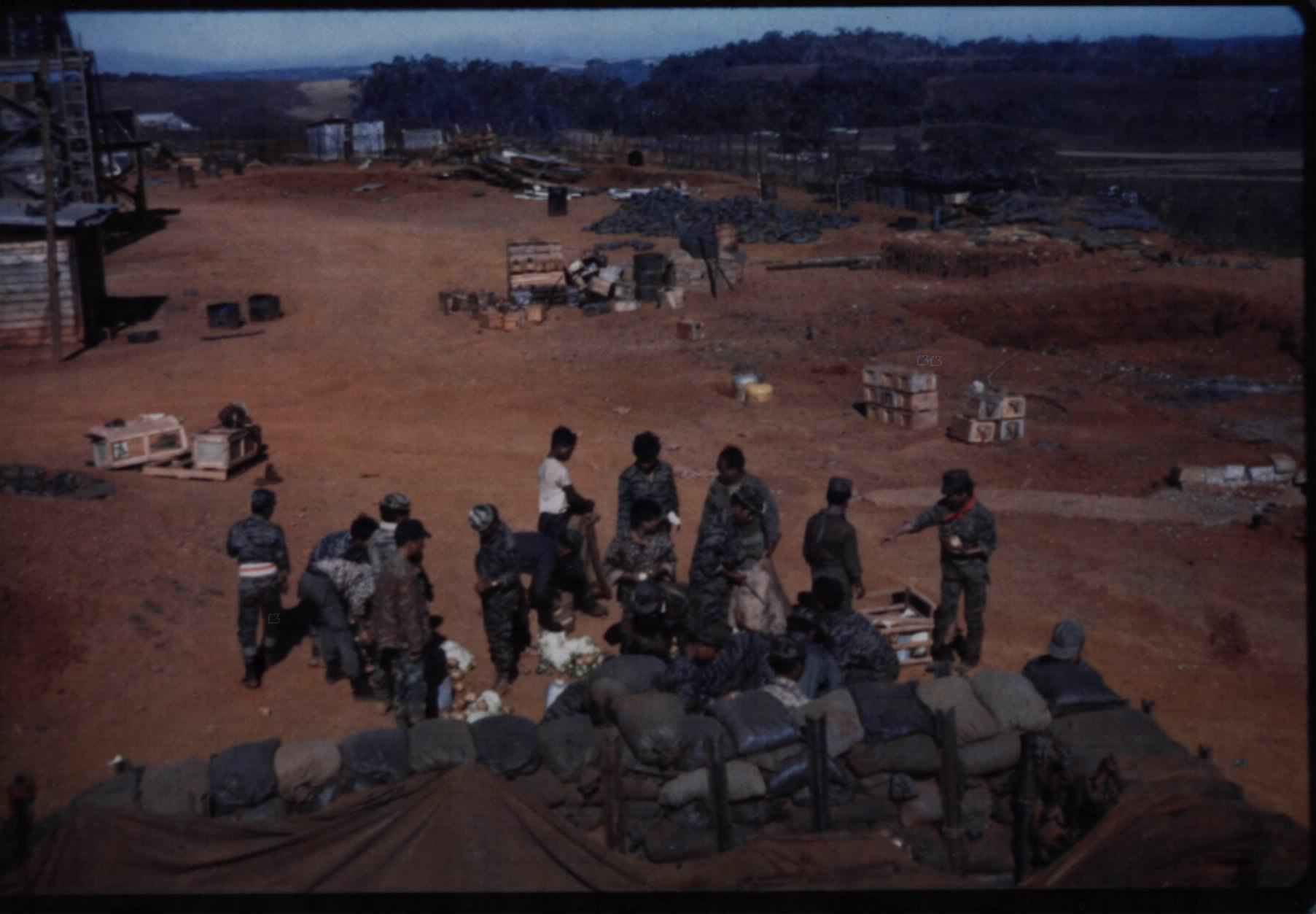
Biệt động quân Biên phòng tại Bu Prang ngày 23 tháng 1 năm 1970.

Căn cứ này nằm trên Quốc lộ 14, thuộc huyện Tuy Đức, cách biên giới Campuchia 5 km về phía nam. Bu Prang do Lực lượng Xung kích Cơ động Quân đoàn II thành lập, họ đã có công phòng thủ địa điểm này bằng một đợt tấn công của lính nhảy dù vào ngày 5 tháng 10 năm 1967. Sau khi bảo vệ vững chắc nơi đây, Biệt đội A-236 thuộc Liên đoàn 5 Biệt kích quân Mỹ và lực lượng Dân sự chiến đấu được trực thăng vận tới thiết lập căn cứ này.:175
Ngày 28 tháng 10 năm 1969, Sư đoàn 3 Quân đội Nhân dân Việt Nam (QĐNDVN) bắt đầu bao vây Trại Bu Prang, Bãi đáp Kate và Trại Đức Lập. Ngày 1 tháng 11 khi Kate bị bỏ rơi, lực lượng còn lại đành di tản về phía Bu Prang. Ngày 18 tháng 11 năm 1969, hỏa lực súng cối của QĐNDVN đã phá hủy hầm chứa đạn dược trong Trại. Cuộc vây hãm về sau bị QLVNCH giải tỏa vào ngày 16 tháng 12 năm 1969.:323
Căn cứ này đã phải di dời xa hơn về phía đông vào đầu năm 1970 để tránh xa tầm bắn của pháo binh QĐNDVN từ Campuchia. Sau ngày 30 tháng 4 năm 1975, căn cứ này được chính quyền địa phương chuyển đổi thành đất nông nghiệp.